# 高峰镇 (安顺市)
高峰镇，是中华人民共和国贵州省安顺市平坝区下辖的一个乡镇级行政单位。

## 行政区划
高峰镇下辖以下地区：
高峰机械厂社区、天峰公司社区、大乐歌村、湖坝坎村、王家院村、老胖村、湾子头村、白岩村、石甲村、龙宝村、黄猫村、活龙村、毛昌村、普马村、岩脚村、尧上村、麻郎村、岩孔村、栗木村、桥头村和狗场村。

## 交通
- 沪昆铁路：高峰站